# Evaluation in der Kriminalprävention
Die Kriminalprävention und die Frage nach der Effizienz von delinquenzvorbeugenden Maßnahmen hat einen hohen Stellenwert in aktuellen politischen, gesellschaftlichen und sozialen Debatten. Daher wird stetig eine Auswertung der gegebenen Präventionsprogramme gefordert. Hier spricht man von der Evaluation in der Kriminalprävention.

## Definition
Der Begriff Evaluation in der Kriminalprävention setzt sich aus den zwei Aspekten Evaluation und Kriminalprävention zusammen. 
Mit der Evaluation ist dabei die auf Daten gestützte Analyse einzelner Projekte im Hinblick auf deren Effizienz für alle Beteiligten und die damit einhergehende Bewertung des Konzeptes gemeint.
Die Kriminalprävention verfolgt das Ziel, mit Hilfe von vorbeugenden Programmen (primäre, sekundäre und tertiäre) das Auftreten von kriminellem Verhalten bereits im Vorfeld zu verhindern und so die Kriminalitätsrate zu senken.
Die Evaluation in der Kriminalprävention will folglich analytisch, auf Daten, Fakten und Statistiken beruhend, feststellen, inwiefern präventive Konzepte in der Realität das Aufkommen von Delinquenz eindämmen können und bewertet diese entsprechend. Anhand der Auswertung lässt sich erkennen, ob sich ein Konzept rentiert oder ob es gegebenenfalls geändert bzw. ganz aus dem Katalog der Präventionsmaßnahmen genommen werden soll.

## Hintergrund
In den 1990er Jahren, als insbesondere die Kinder- und Jugendkriminalität drastisch zunahm, begrüßte man in Politik und Gesellschaft jede neue Präventionsmaßnahme. Der Gedanke, dass überhaupt etwas getan wird (Aktionismus), verdrängte die Frage nach der Wirkung und Rentabilität der einzelnen Konzepte (symbolische Kriminalprävention).
Im Zusammenhang mit den jährlich veröffentlichten Ergebnissen der Polizeilichen Kriminalstatistik zu Straftätern und deren begangene Straftaten in Deutschland wächst das Bedürfnis nach einer Evaluation und der Bewertung einzelner Präventionsprogramme jedoch. Anhand von Mindestanforderungen, die an die methodische Durchführung dieser Evaluationen gestellt werden (z. B. Dokumentation, Begleitforschung etc.), soll eine systematische Auswertung der Programme erfolgen können. Es wird nach Erkenntnissen verlangt, die sagen können, welche Maßnahme bei welchem Problem unter welchen Bedingungen am ehesten zum Erfolg führt.

## Evaluation
An einer Evaluation von Kriminalpräventionsprojekten sind verschiedene Personen und Gruppen interessiert und beteiligt.

### Auftraggeber
Zu den Auftraggebern zählen in erster Linie Bundesministerien und Ministerien auf Landesebene, die die Bereiche Familie, Jugend, Bildung und Soziales als Schwerpunkt haben. Ebenso können aber auch sozialpädagogische Landesarbeitsgemeinschaften oder Landesvereinigungen eine Evaluation zum Thema Kriminalprävention initiieren. Im kleineren Rahmen dagegen fungieren häufig städtische Gremien und Ämter (z. B. Jugendamt oder Arbeitsamt, Polizeidirektion etc.) als Auftraggeber. Nicht selten sind es aber auch einzelne auf das Themengebiet spezialisierte Institute oder Stiftungen, die eine Evaluation in der Kriminalprävention in Auftrag geben. Dazu gehören insbesondere die Kriminalistisch-Kriminologische Forschungsstelle des Landeskriminalamts und das Kriminologische Forschungsinstitut Niedersachsen sowie die Stiftung für Kriminalprävention Münster und der Verein Power für Peace e.V. in Bayern.
Gerade diese kriminologischen Forschungsinstitute führen häufig eine derartige Evaluation selbst durch. Ebenso oft sind aber auch Institute für Pädagogik (speziell die Bereiche Sozialpädagogik und Weiterbildung), Schulpädagogik, Soziologie und Bildungsforschung für die Durchführung einer Evaluation zuständig. Daneben übernehmen nicht selten Autoren von sozialwissenschaftlichen Forschungszentren oder -gemeinschaften sowie wissenschaftliche Mitarbeiter in diversen Forschungseinrichtungen oder Werkstätten für den sozialen Bereich diese Aufgabe.

### Ziel
Das primäre Ziel der Evaluation in der Kriminalprävention ist die Beantwortung der Frage nach der Effektivität von Rehabilitationsmaßnahmen in einzelnen Einrichtungen oder von neuen ambulanten Maßnahmen. Dabei spielt die Erreichbarkeit von Kindern und Jugendlichen aus sozialen Brennpunkten oder von bereits straffällig gewordenen Minderjährigen häufig eine große Rolle. Ebenso kann aber auch die Qualitätssicherung oder -verbesserung von speziellen Programmen wie beispielsweise der Erlebnispädagogik im Mittelpunkt der Evaluation stehen, welche durch eine professionelle Reflexion hervorgebracht werden soll.

### Arten und Methoden
Die Evaluation in der Kriminalprävention kann in drei Phasen eingeteilt werden.
1. Vor der Intervention, d. h. bei Programmentwicklung. Hierbei wird das Programmdesign untersucht. Oftmals verwendete Begriffe sind z. B. input-, performative- oder proaktive Evaluation.
2. Während der Interventionsphase als Kontroll-, Korrektur- und Beratungsfunktion. Oftmals verwendete Begriffe sind z. B. formative-, klärende Evaluation oder Begleitforschung.
3. Nach Abschluss einer kriminalpräventiven Intervention um die mittelbaren und unmittelbaren Effekte und damit das Erreichen der Ziele zu überprüfen (z. B. summative- oder Wirkungsevaluation).
Die Evaluation in der Kriminalprävention kann demnach darauf gerichtet sein, Programme, ihren Prozess und/oder die Wirkungen zu erforschen. In den letzten Jahren spielen auch so genannte Meta-Analysen oder Meta-Evaluationen eine große Rolle, die bestehende Forschungen miteinander vergleichen und auf einer Meta-Ebene neue Erkenntnisse generieren. Zu denken wäre hierbei an den Sherman-Report oder das Düsseldorfer Gutachten.
Bei allen oben genannten Arten der Evaluation in der Kriminalprävention gehört die Fragebogenuntersuchung zu den am meisten angewandten Methoden und kann verschieden gestaltet sein. Zum einen können zwei Fragebögen, jeweils einer vor und einer nach der Maßnahme, an die Adressaten ausgeteilt werden; zum anderen kann den Personen aber auch nur ein Fragebogen am Ende des Programms vorgelegt werden. Weitaus vielfältiger sehen langjährige Begleitstudien aus. Beispielsweise können die Betroffenen in festgelegten Jahresabständen anhand von bestimmten Kriterien in Erfolgsstufen eingeordnet werden, wobei am Ende alle Beteiligten einer abschließenden Analyse unterzogen werden. Weniger aufwändig ist die Verwendung von Textdokumentationen, bei der relevante Daten aus vorliegenden schriftlichen Unterlagen wie z. B. Interview-Aufzeichnungen herausgefiltert werden.

## Zusammenfassung
Die Evaluation in der Kriminalprävention erlangt als Möglichkeit zur Qualitätssicherung, Präventionsplanung und zum Projektmanagement einen immer höheren Stellenwert in der Forschung. Dennoch scheinen sich eine überregionale oder internationale Vergleichbarkeit sowie grundsätzliche standardisierte Bewertungsverfahren noch in weiter Ferne zu befinden. Es lässt sich aber sagen, dass durch Finanzierungszusagen, methodische Unterstützung und systematische Dokumentation bereits ein erster Schritt in diese Richtung getan wurde.